# Triều Tiên quân
Triều Tiên quân (Nhật: 朝鮮軍 Hepburn: Chōsen-gun) là một trong những lực lượng đồn trú cấp quân đoàn của Lục quân Đế quốc Nhật Bản, quản lý và đồn trú tại Triều Tiên thuộc Nhật. Nó không phải là một đội quân được thành lập bởi Người Triều Tiên.

## Lịch sử
Các lực lượng Nhật Bản đã chiếm đóng phần lớn lãnh thổ của Đế quốc Đại Hàn trong Chiến tranh Nga-Nhật, Hàn Quốc trú tráp quân (韓国駐剳軍 Kankoku-Chusatsugun) được thành lập tại Seoul để bảo vệ đại sứ quán và thường dân Nhật Bản vào ngày 11 tháng 3 năm 1904. Sau khi Đế quốc Nhật Bản sáp nhập Triều Tiên vào năm 1910, lực lượng này được đổi tên thành Triều Tiên trú tráp quân (朝鮮駐箚軍 Chosen-Chusatsugun), và tiếp tục được đổi tên thành Triều Tiên quân vào ngày 1 tháng 6 năm 1918. Trụ sở ban đầu được đặt tại lâu đài Hanseong, nhưng vào ngày 1 tháng 10 năm 1908, nó được chuyển đến vùng ngoại ô Yongsan, tỉnh Keijō (nay là quận Long Sơn, Seoul). Nhiệm vụ chính của Triều Tiên quân là bảo vệ bán đảo Triều Tiên trước các cuộc xâm lược có thể xảy ra từ Liên Xô, tuy nhiên, quân đoàn này cũng được sử dụng để trấn áp các cuộc nổi dậy của những người theo chủ nghĩa dân tộc và bất đồng chính kiến trong chính Triều Tiên. Triều Tiên quân cũng đã hỗ trợ Đạo quân Quan Đông trong cuộc xâm lược Mãn Châu vào năm 1931.
Trong khi Itagaki Seishiro là chỉ huy của  từ ngày 7 tháng 7 năm 1939 đến ngày 7 tháng 4 năm 1945, Nhật Bản bắt đầu chương trình vũ khí hạt nhân của mình với khu phức hợp Konan (nay là Hungnam Bắc Triều Tiên) tương đương với phòng thí nghiệm Oak Ridge của Hoa Kỳ' Dự án Mahattan. Cả Itagaki và Tsuji Masanobu (辻 政信) đều từ chối không ủng hộ hòa bình giữa Nhật Bản và Hoa Kỳ cũng như việc Nhật Bản tấn công Liên Xô trong Chiến dịch Barbarosa của Đức Quốc xã. Nó có thể đã làm thay đổi lịch sử thế giới. Tsuji lên kế hoạch ám sát Konoe Fumimaro nếu Konoe để Nhật Bản hòa bình với Hoa Kỳ.
Năm 1945, khi tình hình Chiến tranh Thái Bình Dương ngày càng trở nên bất lợi cho Nhật Bản, Triều Tiên quân được chuyển thành Quân khu 17 của Nhật Bản và được đặt dưới sự chỉ huy của Đạo quân Quan Đông. Hai sư đoàn bộ binh không đủ quân đã không thể chống lại cuộc tấn công đổ bộ khổng lồ của Hồng quân Liên Xô vào Triều Tiên trong cuộc xâm lược Mãn Châu của Liên Xô. Sau khi Nhật Bản đầu hàng, Quân đội phía nam vĩ tuyến 38 vẫn được trang bị vũ khí dưới quyền chỉ huy tác chiến của Quân đội Hoa Kỳ để duy trì trật tự cho đến khi các lực lượng đồng minh nắm quyền kiểm soát.

## Danh sách chỉ huy

### Tư lệnh
|    | Tên                             | Từ                   | Đến                  |
| -- | ------------------------------- | -------------------- | -------------------- |
| 1  | Trung tướng Kensai Haraguchi    | 11 tháng 3 năm 1904  | 8 tháng 9 năm 1904   |
| 2  | Nguyên soái Yoshimichi Hasegawa | 8 tháng 9 năm 1904   | 21 tháng 12 năm 1908 |
| 3  | Đại tướng Haruno Okubo          | 21 tháng 12 năm 1908 | 18 tháng 8 năm 1911  |
| 4  | Đại tướng Arisawa Ueda          | 18 tháng 8 năm 1911  | 14 tháng 1 năm 1912  |
| 5  | Đại tướng Sadayoshi Ando        | 14 tháng 1 năm 1912  | 25 tháng 1 năm 1915  |
| 6  | Đại tướng Seigo Inokuchi        | 25 tháng 1 năm 1915  | 18 tháng 8 năm 1916  |
| 7  | Đại tướng Yoshifuru Akiyama     | 18 tháng 8 năm 1916  | 6 tháng 8 năm 1917   |
| 8  | Đại tướngSatoshi Matsukawa      | 6 tháng 8 năm 1917   | 24 tháng 7 năm 1918  |
| 9  | Đại tướng Heitaro Utsunomiya    | 24 tháng 7 năm 1918  | 16 tháng 8 năm 1920  |
| 10 | Trung tướng Jiro Oba            | 16 tháng 8 năm 1920  | 24 tháng 11 năm 1922 |
| 11 | Đại tướng Shinnosuke Kikuchi    | 24 tháng 11 năm 1922 | 20 tháng 8 năm 1924  |
| 12 | Đại tướng Soroku Suzuki         | 20 tháng 8 năm 1924  | 2 tháng 3 năm 1926   |
| 13 | Đại tướng Shusei Morioka        | 2 tháng 3 năm 1926   | 5 tháng 3 năm 1927   |
| 14 | Đại tướng Hanzo Kanaya          | 5 tháng 3 năm 1927   | 1 tháng 8 năm 1929   |
| 15 | Đại tướng Jirō Minami           | 1 tháng 8 năm 1929   | 22 tháng 11 năm 1930 |
| 16 | Trung tướng Senjuro Hayashi     | 22 tháng 11 năm 1930 | 26 tháng 5 năm 1932  |
| 17 | Đại tướng Yoshiyuki Kawashima   | 22 tháng 11 năm 1930 | 26 tháng năm 1932    |
| 18 | Đại tướng Kenkichi Ueda         | 1 tháng 8 năm 1934   | 2 tháng 12 năm 1935  |
| 19 | Đại tướng Kuniaki Koiso         | 2 tháng 12 năm 1935  | 15 tháng 7 năm 1938  |
| 20 | Đại tướng Kotaro Nakamura       | 15 tháng 7 năm 1938  | 7 tháng 7 năm 1941   |
| 21 | Đại tướng Seishirō Itagaki      | 7 tháng 7 năm 1941   | 7 tháng 4 năm 1945   |
| 22 | Trung tướng Yoshio Kozuki       | 7 tháng 4 năm 1945   | tháng 9 năm 1945     |

### Tham mưu trưởng
|    | Tên                                   | Từ                   | Đến                  |
| -- | ------------------------------------- | -------------------- | -------------------- |
| 1  | Trung tướng Rikisaburo Saito          | 19 tháng 3 năm 1904  | 12 tháng 9 năm 1904  |
| 2  | Trung tướng Toyosaburo Ochiai         | 12 tháng 9 năm 1904  | 7 tháng 4 năm 1905   |
| 3  | Đại tướng Kikuzuo Otani               | 7 tháng 4 năm 1905   | 1 tháng 6 năm 1906   |
| 4  | Trung tướng Takashi Muta              | 1 tháng 6 năm 1906   | 21 tháng 12 năm 1908 |
| 5  | Đại tướng Jiro Akashi                 | 21 tháng 12 năm 1908 | 15 tháng 6 năm 1910  |
| 6  | Trung tướng Shozo Sakakibara          | 15 tháng 6 năm 1910  | 30 tháng 11 năm 1910 |
| 7  | Đại tướng Katsusaburo Shiba           | 30 tháng 11 năm 1910 | 28 tháng 9 năm 1912  |
| 8  | Đại tướng Koichiro Tachibana          | 28 tháng 9 năm 1912  | 17 tháng 4 năm 1914  |
| 9  | Trung tướng Gencho Furumi             | 17 tháng 4 năm 1914  | 1 tháng 4 năm 1916   |
| 10 | Trung tướng Tan Shirozu               | 1 tháng 4 năm 1916   | 6 tháng 8 năm 1917   |
| 11 | Trung tướng Kentaro Ichikawa          | 6 tháng 8 năm 1917   | 1 tháng 11 năm 1918  |
| 12 | Thiếu tướng Toyoshi Ono               | 1 tháng 11 năm 1918  | 20 tháng 7 năm 1921  |
| 13 | Thiếu tướng Kinichi Yasumitsu         | 20 tháng 7 năm 1921  | 6 tháng 8 năm 1923   |
| 14 | Thiếu tướng Harumi Akai               | 6 tháng 8 năm 1923   | 2 tháng 3 năm 1926   |
| 15 | Trung tướng Senyuki Hayashi           | 2 tháng 3 năm 1926   | 26 tháng 8 năm 1927  |
| 16 | Nguyên soái Bá tước Hisaichi Terauchi | 26 tháng 8 năm 1927  | 1 tháng 8 năm 1929   |
| 17 | Trung tướng Kotaro Nakamura           | 1 tháng 8 năm 1929   | 22 tháng 12 năm 1930 |
| 18 | Đại tướng Tomou Kodama                | 22 tháng 12 năm 1930 | 1 tháng 8 năm 1933   |
| 19 | Thiếu tướng Keikichi Ogushi           | 1 tháng 8 năm 1933   | 2 tháng 12 năm 1935  |
| 20 | Thiếu tướng Yoshishige Saeda          | 2 tháng 12 năm 1935  | 1 tháng 12 năm 1936  |
| 21 | Trung tướng Seiichi Kuno              | 1 tháng 12 năm 1936  | 1 tháng 3 năm 1938   |
| 22 | Trung tướng Kenzo Kitano              | 1 tháng 3 năm 1938   | 7 tháng 9 năm 1939   |
| 23 | Trung tướng Yakutaira Kato            | 7 tháng 9 năm 1939   | 1 tháng 3 năm 1941   |
| 24 | Trung tướng Hiroshi Takahashi         | 1 tháng 3 năm 1941   | 9 tháng 7 năm 1942   |
| 25 | Trung tướng Junjiro Ihara             | 9 tháng 7 năm 1942   | tháng 9 năm 1945     |

## Biên chế
Vào thời điểm năm 1921
- Sư đoàn 19 Bộ binh
- Sư đoàn 20 Bộ binh
- Quân cảnh Triều Tiên